# Radionovela

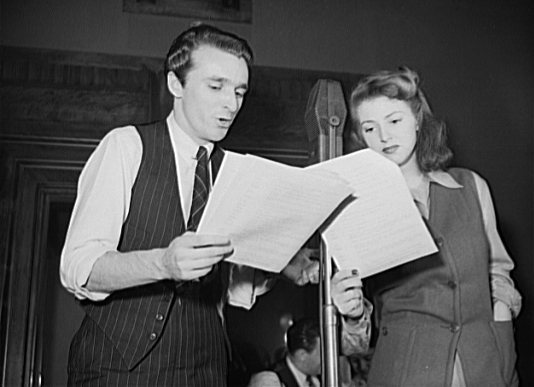
John Flynn e Virginia Moore em típica radionovela.

Radionovela é um tipo de drama radiofônico no formato de uma narrativa folhetinesca sonora, nascida da dramatização do gênero literário novela, produzida e divulgada em rádio, principalmente na América Latina. Na era de ouro do rádio, as radionovelas foram fundamentais para que a história do rádio brasileiro se configurasse. Elas estimularam a imaginação dos ouvintes (fundamentalmente mulheres, as senhoras e senhoritas que acompanhavam o enredo) e projetaram uma série de rádio-atores que, posteriormente, migraram para a televisão.
Recentemente, com o advento da Internet e de produções de áudio como podcasts e leituras de livros, as radionovelas, disponibilizadas via Web ou aplicativos, ganharam o nome de audiosséries.

## No Brasil

### História
A primeira transmissão de rádio no Brasil foi ao ar em 7 de setembro de 1922. Porém, o veículo demorou a se tornar popular, em razão do preço do aparelho e a demora na implantação de retransmissoras. Quando as dificuldades físicas foram superadas, a forma encontrada para popularizar sua programação foi lançar mão do mesmo recurso que os jornais, quando da invenção da imprensa escrita: a narrativa folhetinesca.
Nasceram, assim, as primeiras transmissões de radionovelas no Brasil, fruto da dramatização de tramas literárias. Mas isso não quer dizer que as emissoras não realizassem radiodramatizações. Eram comuns os “teatros em casa”, os “radiatros” e os inúmeros esquetes teatrais presentes nos mais variados programas das emissoras de rádio brasileiras. Na própria Rádio Nacional, desde o fim da década de 1930, era apresentado todos os sábados o programa Teatro em Casa, que consistia na radiofonização, em uma única apresentação, de uma peça teatral. Havia ainda Gente de Circo, de Amaral Gurgel, uma história semanal seriada, que estreou no início de 1941.
Em São Paulo, nos anos 40, a Rádio São Paulo (PRA5) levou ao ar inúmeras radionovelas, com roteiros de Octávio Augusto Vampré, Alfredo Palacios,  Olegário Passos e Menotti del Picchia, dentre outros. No início da década de 40 ia ao ar, diariamente, um mini radioteatro, de autoria de Cardoso Silva, e interpretado por Cibéle Silva (nome artístico e de solteira de Cybele Palacios) e Nélio Pinheiro.
Na verdade, o que estava sendo lançado era um novo modelo, diferente do que até então as emissoras costumavam apresentar. Assim, a primeira radionovela transmitida no Brasil pela Rádio Nacional do Rio de Janeiro foi Em busca da Felicidade, original cubano de Leandro Blanco, com adaptação de Gilberto Martins. Também são consideradas pioneiras as radionovelas Fatalidade, escrita por Oduvaldo Vianna e a radionovela Mulheres de Bronze, baseada num folhetim francês.
As adaptações de tramas internacionais perdurariam por anos, sobretudo das cubanas. Aliás, o maior sucesso em radionovela de todos os tempos foi “O Direito de Nascer” (1951), do cubano Félix Caignet, que ficou três anos no ar e que chegou a ser chamada popularmente de "O Direito de Encher".
Entre os brasileiros pioneiros na radiodramaturgia, estão Oduvaldo Vianna, Amaral Gurgel e Gilberto Martins. Em seguida, vieram os autores Dias Gomes, Mário Lago, Mário Brazzini, Edgar G. Alves, Alfredo Palacios, Janete Clair e Ivani Ribeiro. Muitos deles, inclusive, se imortalizaram escrevendo para outro gênero, a telenovela.
Umas das radionovelas nacionais de maior sucesso, foi Jerônimo, o Herói do Sertão, criada por Moysés Weltman, em 1953. A trama foi, posteriormente, adaptada várias vezes para a televisão. No rádio, Jerônimo viveu suas aventuras em 96 radionovelas transmitidas em todo o território nacional.

#### O Direito de Nascer
Em 1951, foi ao ar pela Rádio Nacional o maior fenômeno de audiência em radionovelas em toda a América Latina: era O Direito de Nascer. Texto original de Félix Caignet, com tradução e adaptação de Eurico Silva. O original possuía 314 capítulos, o que correspondia a quase três anos de irradiação. No elenco estavam Nélio Pinheiro, Paulo Gracindo, Talita de Miranda, Dulce Martins e Iara Sales, entre outros. O Direito de Nascer surpreendeu a todos os críticos e a todas as previsões que afirmavam que o rádio-teatro era um gênero em decadência e que o público brasileiro não se interessava por longas tramas. A iniciativa de colocar a novela Em Busca da Felicidade no ar partiu da Standard Propaganda, a agência de propaganda do creme dental Colgate.

### Autores da Rádio Nacional
Em um levantamento sobre as radionovelas transmitidas pela Rádio Nacional no período entre 1941 e 1959, foram localizados 807 títulos e um total de 118 autores. Desse total de autores, 23 deles foram responsáveis por 71,6% do total das novelas irradiadas através da Rádio Nacional. Os resultados obtidos foram os seguintes: Oduvaldo Vianna (75 novelas), Gastão P. Silva (75 novelas), Carlos Gutemberg (64 novelas), Raimundo Lopes (31 novelas), Amaral Gurgel (30 novelas), Ghiaroni (28 novelas), Eurico Silva (28 novelas), Cícero Acaiaba (24 novelas),Otávio Augusto Vampré (21 novelas), Mário Brassini (20 novelas), Hélio do Soveral (18 novelas e mais de 400 histórias para o famoso Teatro de Mistério), Dilma Lebon (18 novelas), Dias Gomes (16 novelas), Mário Faccini (16 novelas), Luiz Quirino (16 novelas), Ivani Ribeiro (16 novelas), Herrera Filho (15 novelas), Janete Clair (13 novelas), Gilberto Martins (12 novelas), Saint-Clair Lopes (11 novelas), Walter Forster (10 novelas), Moysés Weltman (17 novelas) e Álvaro Augusto (10 novelas).Há também um radialista que foi vencedor de 4 prêmios Roquette-Pinto por escrever radionovelas para TV Paulista. O nome dele é José Paulo Cardoso Silva, de São Paulo.

#### Decadência
O custo da produção das radionovelas era muito alto e com o crescimento da televisão, ocorreu um fenômeno de migração da verba publicitária para o novo veículo. Isso explica, em grande parte, o abandono do gênero radionovela pelo rádio. Ao longo da década de 1960, algumas emissoras ainda mantinham alguns horários de radionovelas ou de programas de radioteatro. Mas na década de 1970 o gênero desapareceu, apesar de algumas tentativas isoladas de reativá-lo. E com isso a radionovela foi se adaptando à nova era das televisões. Todas as radionovelas foram refeitas para as telenovelas. Na década de 70 praticamente não existiam mais radionovelas, só nas cidades do Sul, mas ao poucos foram saindo do ar, por causa das adaptações à televisão.